# Ctimene bistrigata
Ctimene bistrigata är en fjärilsart som beskrevs av W. Warren 1896. Ctimene bistrigata ingår i släktet Ctimene och familjen mätare. Inga underarter finns listade i Catalogue of Life.